# Cristiano Lucarelli
Cristiano Lucarelli er en italiensk tidligere fodboldspiller. Han er født den 4. oktober 1975.
Lucarelli spillede gennem karrieren for blandt andet Atalanta, Valencia, Torino og Shakhtar Donetsk. Han spillede desuden seks kampe og scorede tre mål for det italienske landshold.